# Chiesanuova (Saint-Marin)
Pour les articles homonymes, voir Chiesanuova.
Chiesanuova, aussi appelée Penna Rossa (« Plume rouge »), est l’une des neuf communes (ou castelli) de la république de Saint-Marin. Cette localité très agricole est située dans le Sud-Ouest du pays, et comptait 1 090 habitants en 2013.
Le village et ses terres se sont rattachés volontairement à Saint-Marin en 1320. Le blason de la commune représente une plume rouge, d’où le surnom de Penna Rossa.
Chiesanuova est traversée par le rio San Marino.